# 696
| 696                |
| ------------------ |
| Dødsfald - Fødsler |
|                    |

| Gregoriansk kalender | 696 DCXCVI              |
| Ab urbe condita      | 1449                    |
| Armensk kalender     | 145 ԹՎ ՃԽԵ              |
| Kinesiske kalender   | 3392 – 3393 乙未 – 丙申 |
| Etiopisk kalender    | 688 – 689               |
| Jødisk kalender      | 4456 – 4457             |
| Hindukalendere       |                         |
| - Vikram Samvat      | 751 – 752               |
| - Shaka Samvat       | 618 – 619               |
| - Kali Yuga          | 3797 – 3798             |
| Iransk kalender      | 74 – 75                 |
| Islamisk kalender    | 76 – 77                 |

Se også 696 (tal)